# Grand Prix Belgii 2012

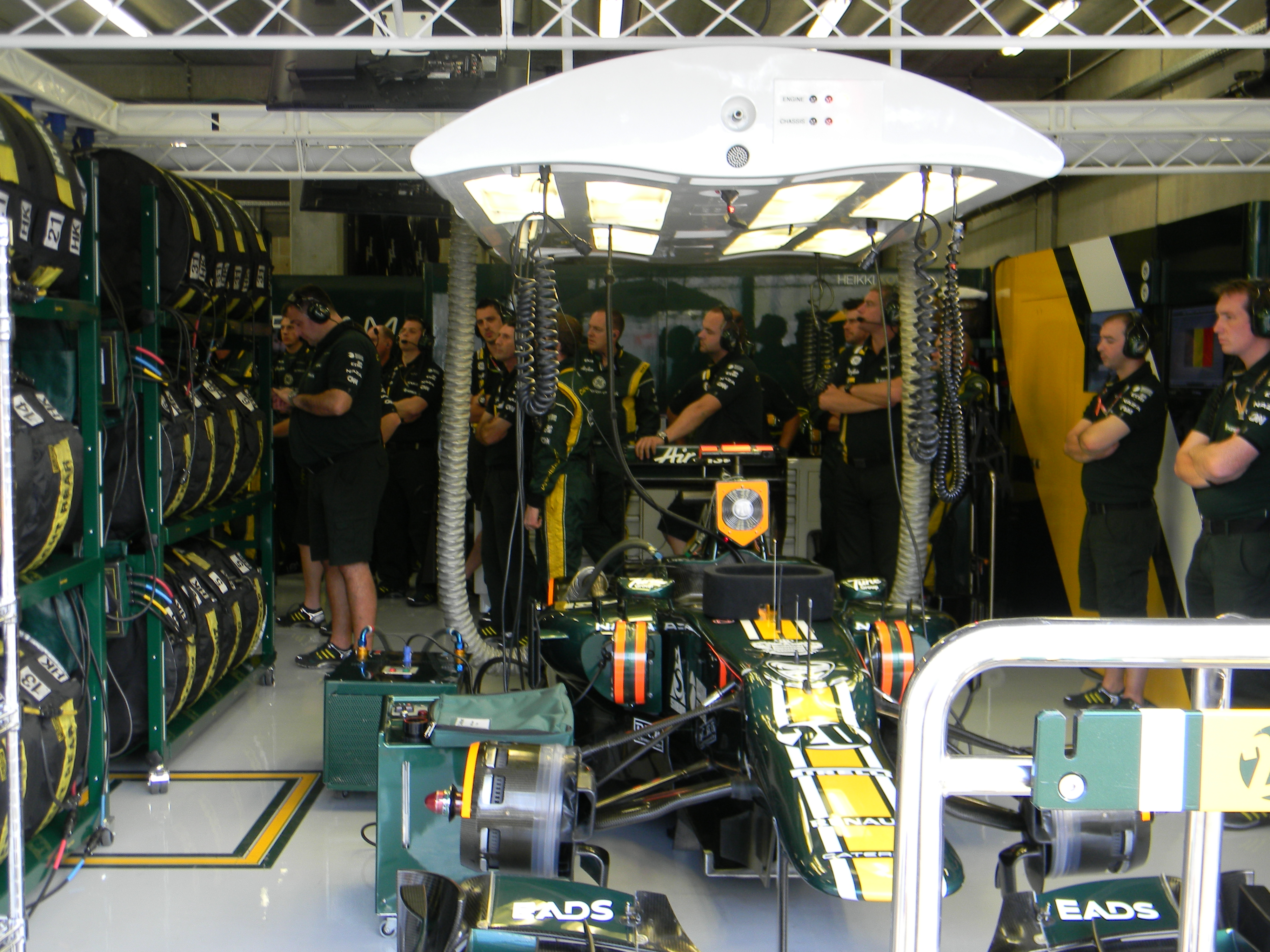
Caterham CT01 w garażu podczas Grand Prix Belgii 2012

Grand Prix Belgii 2012 (oficjalnie 2012 Formula 1 Shell Belgium Grand Prix) – dwunasta runda Mistrzostw Świata Formuły 1 w sezonie 2012.

## Lista startowa
Na niebieskim tle kierowcy biorący udział jedynie w piątkowych treningach
| Nr | Kierowca           | Zespół                        | Samochód          | Silnik               | Opony |
| -- | ------------------ | ----------------------------- | ----------------- | -------------------- | ----- |
| 1  | Sebastian Vettel   | Red Bull Racing               | Red Bull RB8      | Renault RS27-2012    | P     |
| 2  | Mark Webber        | Red Bull Racing               | Red Bull RB8      | Renault RS27-2012    | P     |
| 3  | Jenson Button      | Vodafone McLaren Mercedes     | McLaren MP4-27    | Mercedes-Benz FO108Y | P     |
| 4  | Lewis Hamilton     | Vodafone McLaren Mercedes     | McLaren MP4-27    | Mercedes-Benz FO108Y | P     |
| 5  | Fernando Alonso    | Scuderia Ferrari              | Ferrari F2012     | Ferrari 056          | P     |
| 6  | Felipe Massa       | Scuderia Ferrari              | Ferrari F2012     | Ferrari 056          | P     |
| 7  | Michael Schumacher | Mercedes AMG Petronas F1 Team | Mercedes F1 W03   | Mercedes-Benz FO108Y | P     |
| 8  | Nico Rosberg       | Mercedes AMG Petronas F1 Team | Mercedes F1 W03   | Mercedes-Benz FO108Y | P     |
| 9  | Kimi Räikkönen     | Lotus F1 Team                 | Lotus E20         | Renault RS27-2012    | P     |
| 10 | Romain Grosjean    | Lotus F1 Team                 | Lotus E20         | Renault RS27-2012    | P     |
| 11 | Paul di Resta      | Sahara Force India F1 Team    | Force India VJM05 | Mercedes-Benz FO108Y | P     |
| 12 | Nico Hülkenberg    | Sahara Force India F1 Team    | Force India VJM05 | Mercedes-Benz FO108Y | P     |
| 14 | Kamui Kobayashi    | Sauber F1 Team                | Sauber C31        | Ferrari 056          | P     |
| 15 | Sergio Pérez       | Sauber F1 Team                | Sauber C31        | Ferrari 056          | P     |
| 16 | Daniel Ricciardo   | Scuderia Toro Rosso           | Toro Rosso STR7   | Ferrari 056          | P     |
| 17 | Jean-Éric Vergne   | Scuderia Toro Rosso           | Toro Rosso STR7   | Ferrari 056          | P     |
| 18 | Pastor Maldonado   | Williams F1                   | Williams FW34     | Renault RS27-2012    | P     |
| 19 | Bruno Senna        | Williams F1                   | Williams FW34     | Renault RS27-2012    | P     |
| 19 | Valtteri Bottas    | Williams F1                   | Williams FW34     | Renault RS27-2012    | P     |
| 20 | Heikki Kovalainen  | Caterham F1 Team              | Caterham CT01     | Renault RS27-2012    | P     |
| 21 | Witalij Pietrow    | Caterham F1 Team              | Caterham CT01     | Renault RS27-2012    | P     |
| 22 | Pedro de la Rosa   | HRT F1 Team                   | HRT F112          | Cosworth CA2012      | P     |
| 23 | Narain Karthikeyan | HRT F1 Team                   | HRT F112          | Cosworth CA2012      | P     |
| 23 | Dani Clos          | HRT F1 Team                   | HRT F112          | Cosworth CA2012      | P     |
| 24 | Timo Glock         | Marussia F1 Team              | Marussia MR-01    | Cosworth CA2012      | P     |
| 25 | Charles Pic        | Marussia F1 Team              | Marussia MR-01    | Cosworth CA2012      | P     |
| Nr | Kierowca           | Zespół                        | Samochód          | Silnik               | Opony |

## Wyniki

### Sesje treningowe
| Sesja | Nr | Kierowca        | Konstruktor       | Czas     | Okr. |
| ----- | -- | --------------- | ----------------- | -------- | ---- |
| 1     | 14 | Kamui Kobayashi | Sauber-Ferrari    | 2:11,389 | 20   |
| 2     | 25 | Charles Pic     | Marussia-Cosworth | 2:49,354 | 4    |
| 3     | 5  | Fernando Alonso | Ferrari           | 1:48,542 | 18   |

### Kwalifikacje
Źródło: Wyprzedź Mnie!
| Poz. | Nr | Kierowca           | Konstruktor          | Q1       | Q2       | Q3       | Poz. s. |
| --- | --- | ------------------ | -------------------- | -------- | -------- | -------- | ------- |
| 1 | 3 | Jenson Button      | McLaren-Mercedes     | 1:49,250 | 1:47,654 | 1:47,573 | 1       |
| 2 | 14 | Kamui Kobayashi    | Sauber-Ferrari       | 1:49,686 | 1:48,569 | 1:47,871 | 2       |
| 3 | 18 | Pastor Maldonado   | Williams-Renault     | 1:48,993 | 1:48,780 | 1:47,893 | 6       |
| 4 | 9 | Kimi Räikkönen     | Lotus-Renault        | 1:49,546 | 1:48,414 | 1:48,205 | 3       |
| 5 | 15 | Sergio Pérez       | Sauber-Ferrari       | 1:49,642 | 1:47,980 | 1:48,219 | 4       |
| 6 | 5 | Fernando Alonso    | Ferrari              | 1:49,401 | 1:48,598 | 1:48,313 | 5       |
| 7 | 2 | Mark Webber        | Red Bull-Renault     | 1:49,859 | 1:48,546 | 1:48,392 | 12      |
| 8 | 4 | Lewis Hamilton     | McLaren-Mercedes     | 1:49,605 | 1:48,563 | 1:48,394 | 7       |
| 9 | 10 | Romain Grosjean    | Lotus-Renault        | 1:50,126 | 1:48,714 | 1:48,538 | 8       |
| 10 | 11 | Paul di Resta      | Force India-Mercedes | 1:50,033 | 1:48,729 | 1:48,890 | 9       |
| 11 | 1 | Sebastian Vettel   | Red Bull-Renault     | 1:49,722 | 1:48,792 | –        | 10      |
| 12 | 12 | Nico Hülkenberg    | Force India-Mercedes | 1:49,362 | 1:48,855 | –        | 11      |
| 13 | 7 | Michael Schumacher | Mercedes             | 1:49,742 | 1:49,081 | –        | 13      |
| 14 | 6 | Felipe Massa       | Ferrari              | 1:49,588 | 1:49,147 | –        | 14      |
| 15 | 17 | Jean-Éric Vergne   | Toro Rosso-Ferrari   | 1:49,763 | 1:49,354 | –        | 15      |
| 16 | 16 | Daniel Ricciardo   | Toro Rosso-Ferrari   | 1:49,572 | 1:49,543 | –        | 16      |
| 17 | 19 | Bruno Senna        | Williams-Renault     | 1:49,958 | 1:50,088 | –        | 17      |
| 18 | 8 | Nico Rosberg       | Mercedes             | 1:50,181 | –        | –        | 23      |
| 19 | 20 | Heikki Kovalainen  | Caterham-Renault     | 1:51,739 | –        | –        | 18      |
| 20 | 21 | Witalij Pietrow    | Caterham-Renault     | 1:51,967 | –        | –        | 19      |
| 22 | 24 | Timo Glock         | Marussia-Cosworth    | 1:52,336 | –        | –        | 20      |
| 22 | 25 | Charles Pic        | Marussia-Cosworth    | 1:53,493 | –        | –        | 21      |
| 23 | 22 | Pedro de la Rosa   | HRT-Cosworth         | 1:53,899 | –        | –        | 22      |
| 24 | 23 | Narain Karthikeyan | HRT-Cosworth         | 1:54,989 | –        | –        | 24      |
| Poz. | Nr | Kierowca           | Konstruktor          | Q1       | Q2       | Q3       | Poz. s. |
| \| Legenda \| Legenda \| \| ------------------------ \| ---------------------------------------------------------------------------------------------------------------------------------------------------------------------------------------------------------------------------------------------------------------- \| \| Poz. Nr Q1 Q2 Q3 Poz. s. \| Pozycja zajęta w sesji kwalifikacyjnej Numer startowy kierowcy Wynik uzyskany w pierwszej części kwalifikacji Wynik uzyskany w drugiej części kwalifikacji Wynik uzyskany w trzeciej części kwalifikacji Pozycja startowa po uwzględnięniu kar, przesunięć, itp. \| | |                    |                      |          |          |          |         |
| Legenda | |                    |                      |          |          |          |         |
| Poz. Nr Q1 Q2 Q3 Poz. s. | Pozycja zajęta w sesji kwalifikacyjnej Numer startowy kierowcy Wynik uzyskany w pierwszej części kwalifikacji Wynik uzyskany w drugiej części kwalifikacji Wynik uzyskany w trzeciej części kwalifikacji Pozycja startowa po uwzględnięniu kar, przesunięć, itp. |                    |                      |          |          |          |         |

### Wyścig
Źródło: Wyprzedź Mnie!
| P                 | + / –     | Nr | Kierowca           | Konstruktor          | Okr. | Czas / Strata    | Komentarz          |
| ----------------- | --------- | -- | ------------------ | -------------------- | ---- | ---------------- | ------------------ |
| 1                 | Bez zmian | 3  | Jenson Button      | McLaren-Mercedes     | 44   | 1h29m08,530      |                    |
| 2                 | 8         | 1  | Sebastian Vettel   | Red Bull-Renault     | 44   | +0:13,624        |                    |
| 3                 | Bez zmian | 9  | Kimi Räikkönen     | Lotus-Renault        | 44   | +0:25,334        |                    |
| 4                 | 7         | 12 | Nico Hülkenberg    | Force India-Mercedes | 44   | +0:27,843        |                    |
| 5                 | 9         | 6  | Felipe Massa       | Ferrari              | 44   | +0:29,845        |                    |
| 6                 | 6         | 2  | Mark Webber        | Red Bull-Renault     | 44   | +0:31,244        |                    |
| 7                 | 6         | 7  | Michael Schumacher | Mercedes             | 44   | +0:53,374        |                    |
| 8                 | 7         | 17 | Jean-Éric Vergne   | Toro Rosso-Ferrari   | 44   | +0:58,865        |                    |
| 9                 | 7         | 16 | Daniel Ricciardo   | Toro Rosso-Ferrari   | 44   | +1:02,982        |                    |
| 10                | 1         | 11 | Paul di Resta      | Force India-Mercedes | 44   | +1:03,783        |                    |
| 11                | 12        | 8  | Nico Rosberg       | Mercedes             | 44   | +1:05,111        |                    |
| 12                | 5         | 19 | Bruno Senna        | Williams-Renault     | 44   | +1:11,529        |                    |
| 13                | 11        | 14 | Kamui Kobayashi    | Sauber-Ferrari       | 44   | +1:56,119        |                    |
| 14                | 5         | 21 | Witalij Pietrow    | Caterham-Renault     | 44   | +1 okr. (1 okr.) |                    |
| 15                | 5         | 24 | Timo Glock         | Marussia-Cosworth    | 44   | +1 okr. (31,573) |                    |
| 16                | 6         | 25 | Charles Pic        | Marussia-Cosworth    | 44   | +1 okr. (15,574) |                    |
| 17                | 1         | 20 | Heikki Kovalainen  | Caterham-Renault     | 44   | +1 okr. (09,427) |                    |
| 18                | 3         | 22 | Pedro de la Rosa   | HRT-Cosworth         | 44   | +1 okr. (03,632) |                    |
| Niesklasyfikowani |           |    |                    |                      |      |                  |                    |
|                   |           | 23 | Narain Karthikeyan | HRT-Cosworth         | 29   |                  | wypadek            |
|                   |           | 18 | Pastor Maldonado   | Williams-Renault     | 4    | [ a ]            | kolizja z Glockiem |
|                   |           | 15 | Sergio Pérez       | Sauber-Ferrari       | 0    |                  | kolizja na starcie |
|                   |           | 5  | Fernando Alonso    | Ferrari              | 0    |                  | kolizja na starcie |
|                   |           | 4  | Lewis Hamilton     | McLaren-Mercedes     | 0    |                  | kolizja na starcie |
|                   |           | 10 | Romain Grosjean    | Lotus-Renault        | 0    | [ b ]            | kolizja na starcie |
| P                 | + / –     | Nr | Kierowca           | Konstruktor          | Okr. | Czas / Strata    | Komentarz          |

### Najszybsze okrążenie
Źródło: Wyprzedź Mnie!
| Nr | Kierowca    | Konstruktor | Czas     | Okr. |
| -- | ----------- | ----------- | -------- | ---- |
| 19 | Bruno Senna | Williams    | 1:52,822 | 43   |

## Prowadzenie w wyścigu
| Nr                              | Kierowca      | Okrążenia | Suma |
| ------------------------------- | ------------- | --------- | ---- |
| 3                               | Jenson Button | 1-44      | 44   |
| \| Wykres \| \| ------ \| \| \| |               |           |      |
| Wykres                          |               |           |      |
|                                 |               |           |      |

## Klasyfikacja po wyścigu

### Kierowcy
| P  | +/− | Kierowca           | Starty | Punkty | P1 | P2 | P3 | PP | NO | NS |
| -- | --- | ------------------ | ------ | ------ | -- | -- | -- | -- | -- | -- |
| 1  | 0   | Fernando Alonso    | 12     | 164    | 3  | 2  | 1  | 2  | –  | 1  |
| 2  | +1  | Sebastian Vettel   | 12     | 140    | 1  | 2  | 1  | 3  | 3  | 1  |
| 3  | −1  | Mark Webber        | 12     | 132    | 2  | –  | –  | 1  | –  | –  |
| 4  | +1  | Kimi Räikkönen     | 12     | 131    | –  | 3  | 3  | –  | 2  | –  |
| 5  | −1  | Lewis Hamilton     | 12     | 117    | 2  | –  | 3  | 3  | –  | 2  |
| 6  | +1  | Jenson Button      | 12     | 101    | 2  | 2  | –  | 1  | 1  | –  |
| 7  | −1  | Nico Rosberg       | 12     | 77     | 1  | 1  | –  | 1  | 1  | –  |
| 8  | 0   | Romain Grosjean    | 12     | 76     | –  | 1  | 2  | –  | 1  | 5  |
| 9  | 0   | Sergio Pérez       | 12     | 47     | –  | 1  | 1  | –  | 1  | 3  |
| 10 | +2  | Michael Schumacher | 12     | 35     | –  | –  | 1  | –  | 1  | 6  |
| 11 | +3  | Felipe Massa       | 12     | 35     | –  | –  | –  | –  | –  | 1  |
| 12 | −2  | Kamui Kobayashi    | 12     | 33     | –  | –  | –  | –  | 1  | 3  |
| 13 | +3  | Nico Hülkenberg    | 12     | 31     | –  | –  | –  | –  | –  | 1  |
| 14 | −3  | Pastor Maldonado   | 12     | 29     | 1  | –  | –  | 1  | –  | 3  |
| 15 | −2  | Paul di Resta      | 12     | 28     | –  | –  | –  | –  | –  | 1  |
| 16 | −1  | Bruno Senna        | 12     | 24     | –  | –  | –  | –  | 1  | 1  |
| 17 | 0   | Jean-Éric Vergne   | 12     | 8      | –  | –  | –  | –  | –  | 1  |
| 18 | 0   | Daniel Ricciardo   | 12     | 4      | –  | –  | –  | –  | –  | 1  |
| 19 | +1  | Witalij Pietrow    | 11     | 0      | –  | –  | –  | –  | –  | 3  |
| 20 | −1  | Heikki Kovalainen  | 12     | 0      | –  | –  | –  | –  | –  | 1  |
| 21 | 0   | Timo Glock         | 11     | 0      | –  | –  | –  | –  | –  | 1  |
| 22 | 0   | Charles Pic        | 12     | 0      | –  | –  | –  | –  | –  | 3  |
| 23 | 0   | Narain Karthikeyan | 11     | 0      | –  | –  | –  | –  | –  | 4  |
| 24 | 0   | Pedro de la Rosa   | 11     | 0      | –  | –  | –  | –  | –  | 2  |
| P  | +/− | Kierowca           | Starty | Punkty | P1 | P2 | P3 | PP | NO | NS |

### Konstruktorzy
| P  | +/− | Konstruktor          | Starty | Punkty | P1 | P2 | P3 | PP | NO | NS |
| -- | --- | -------------------- | ------ | ------ | -- | -- | -- | -- | -- | -- |
| 1  | 0   | Red Bull-Renault     | 24     | 272    | 3  | 2  | 1  | 4  | 3  | 1  |
| 2  | 0   | McLaren-Mercedes     | 24     | 218    | 4  | 2  | 3  | 4  | 1  | 2  |
| 3  | 0   | Lotus-Renault        | 24     | 207    | –  | 4  | 5  | –  | 3  | 5  |
| 4  | 0   | Ferrari              | 24     | 199    | 3  | 2  | 1  | 2  | –  | 2  |
| 5  | 0   | Mercedes             | 24     | 112    | 1  | 1  | 1  | 1  | 2  | 6  |
| 6  | 0   | Sauber-Ferrari       | 22     | 80     | –  | 1  | 1  | –  | 2  | 5  |
| 7  | +1  | Force India-Mercedes | 24     | 59     | –  | –  | –  | –  | –  | 2  |
| 8  | −1  | Williams-Renault     | 24     | 53     | 1  | –  | –  | 1  | 1  | 4  |
| 9  | 0   | Toro Rosso-Ferrari   | 24     | 12     | –  | –  | –  | –  | –  | 2  |
| 10 | 0   | Caterham-Renault     | 23     | 0      | –  | –  | –  | –  | –  | 4  |
| 11 | 0   | Marussia-Cosworth    | 23     | 0      | –  | –  | –  | –  | –  | 4  |
| 12 | 0   | HRT-Cosworth         | 22     | 0      | –  | –  | –  | –  | –  | 6  |
| P  | +/− | Konstruktor          | Starty | Punkty | P1 | P2 | P3 | PP | NO | NS |